# ماتیاس دوشنر
ماتیاس دوشنر (به آلمانی: Matthias Döschner) بازیکن فوتبال و مدافع اهل آلمان شرقی بود که از سال ۱۹۸۲ میلادی عضو تیم ملی فوتبال آلمان شرقی بوده‌است. وی در ۴۰ بازی ملی حضور داشته و در بازی‌های ملی‌اش ۲ گل به ثمر رساند. ماتیاس دوشنر آخرین بازی ملی خود را در سال ۱۹۸۸ میلادی انجام داد.